# Forchette contro coltelli
Forchette contro coltelli (Forks Over Knives) è un film documentario del 2011 ideato e diretto da Lee Fulkerson.

## Trama
Il film sostiene l'efficacia per la salute di una dieta che, a differenza delle tipiche abitudini americane, escluda gli alimenti di origine animale e si basi invece su quelli vegetali e integrali, per favorire la prevenzione e cura di numerose patologie.

## Distribuzione
L'edizione italiana, con doppiaggio a cura della LOGOS S.r.l., è stata trasmessa in prima visione da Sky TG24 ed è visibile gratuitamente sul sito del canale.

## Accoglienza
Il documentario ha spinto il regista James Cameron e la sua famiglia a seguire dal 2012 la dieta vegana e a farsene promotori. Altri personaggi del mondo dello spettacolo che hanno dichiarato di aver adottato una dieta vegana dopo aver visto il documentario sono Ozzy Osbourne, Russell Brand (già in precedenza vegetariano), Eliza Dushku, Jason Mraz, Kristen Bell (già in precedenza vegetariana) e Dax Shepard.